# 免許維持路線
免許維持路線（めんきょいじろせん）とは、路線の維持のみを目的として運行される本数の極めて少ない路線バスの通称である。

## 概要
バス路線を完全に廃止としてしまうと再度バス路線の需要が生じ、再開設する際には国土交通省からの再認可や自治体、警察、住民との調整が必要となる。そのため当該路線を廃止せず、極めて少ない本数のみを運行することで維持されているバス路線が存在する。こういったバス路線は愛好家の間で免許維持路線と呼ばれている。
運行頻度は路線や会社によって異なっており、神奈川中央交通では週1便、京都バスでは1年に1度、春分の日のみに運行している。京都バスの免許維持路線のうちのひとつ、95系統では「年1便の運行」という希少性がSNSなどを通じてバス愛好家の間で話題となった結果、2012年、2013年には5人程度だった乗客が2014年には満員となり、年1便にも関わらず2台のバスで運行される混雑路線となっている。ただし、運転手不足などからこうした路線も減少傾向にある。